# 7000 gallinas y un camello
7.000 gallinas y un camello es una obra de teatro de Jesús Campos García, estrenada en el Teatro María Guerrero (Madrid) en abril de 1976. 
En 1974 había obtenido el Premio Lope de Vega del Ayuntamiento de Madrid, máximo galardón que entonces se otorgaba a las obras de autores españoles.

## Estreno
Su reparto estuvo compuesto por: Isa Escartín, Carlos Mendy, Kety de la Cámara, Enrique Morente, Alberto Bobé, Ana Viera Solares y Enrique Espinosa. Intervinieron los músicos de la Orquesta de Cámara Vivaldi y el Grupo de rock sinfónico Zumo.
Su recepción fue muy polémica, tal como se puede ver en la extensa bibliografía crítica que generó esta puesta en escena. Bajo la apariencia de un drama rural, Campos planteaba la necesidad de un profundo cambio político en la España del tardofranquismo (la obra fue escrita en 1973), y anticipaba el posible desencanto que acontecería después si los cambios quedaban reducidos a meros sueños utópicos. 
La maqueta de su impactante escenografía, compuesta por una pared frontal llena de alegóricas jaulas de gallinas ponedoras, fue exhibida en la exposición Escenografía teatral española (1940-1977), que tuvo lugar en la Galería Multitud en 1977.

## Publicación
- 7000 gallinas y un camello. Madrid, La Avispa, col. Teatro, n. 2, 1983. Con prólogo de José Monleón.
- 7000 gallinas y un camello. Sevilla, Centro de Documentación de las Artes Escénicas de Andalucía, 2009. Con prólogo de Julio Huélamo.
- 7000 gallinas y un camello. Alicante, Biblioteca Virtual Miguel de Cervantes, 2000. Edición digital.